# Округ Камерон (Тексас)
Округ Камерон (енгл. Cameron County) је округ у америчкој савезној држави Тексас. По попису из 2010. године број становника је 406.220.

## Демографија
Према попису становништва из 2010. у округу је живело 406.220 становника, што је 70.993 (21,2%) становника више него 2000. године.
| Група             | 2000.           | 2010.           |
| Белци             | 48.679 (14,5%)  | 43.427 (10,7%)  |
| Афроамериканци    | 1.617 (0,5%)    | 2.155 (0,5%)    |
| Азијати           | 1.607 (0,5%)    | 2.689 (0,7%)    |
| Хиспаноамериканци | 282.736 (84,3%) | 357.747 (88,1%) |
| Укупно            | 335.227         | 406.220         |